# Carl Anders Korsfeldt
Carl Anders Korsfeldt, född 6 september 1769 i Misterhults församling, Kalmar län, död 23 december 1841 i Östra Ny församling, Östergötlands län, var en svensk präst.

## Biografi
Carl Anders Korsfeldt föddes 1769 i Misterhults församling. Han var son till gästgivaren Abraham Korsfeldt i Norrköping och Maria Nyström. Korsfeldt blev höstterminen 1792 student vid Uppsala universitet, 1796 vid Lunds universitet och 1796 vid Greifswalds universitet. Han avlade 1796 magistergraden vid Greifswalds universitet och prästvigdes 18 maj 1797 till huspredikant på Stjärnorps slott. Korsfeldt blev 1803 brunnspredikant vid Medevi brunn och 31 mars 1804 brukspredikant vid Finspångs bruk, tillträdde direkt. Han fick7 juni 1808 kunglig hovpredikant namn, heder och värdighet och avlade 25 mars 1812 pastoralexamen. Korsfeldt blev som extra sökande kyrkoherde 29 maj 1815 i Östra Ny församling, tillträdde 1817 och utnämndes 7 augusti 1830 till prost. Han avled 1841 i östra Ny församling.

### Familj
Korsfeldt var gift med Hedda Maria Zetterling (1773–1856), dotter till kyrkoherde i Vallerstads församling.